# Башун, Александр Николаевич
Александр Николаевич Башун (11 августа 1965, Марьяновка, Волынская область, Украинская ССР) — российский государственный деятель. Председатель Законодательного собрания Амурской области с 26 марта 2009 по 4 декабря 2011 года.

## Биография
Родился 11 августа 1965 года в селе Марьяновка Волынской области. Окончил ЛВВИСКУ по специальности инженер-строитель в 1987 году и до 1994 года служил в вооружённых силах. Награждён медалью «За отличие в воинской службе» II степени. Позже был директором ТОО «Маяк» (1994—2000) и генеральным директором ТООР ПЖТ (2000—2008).
В 2005 году избран депутатом Амурского областного Совета народных депутатов IV созыва. На тот момент Башун состоял в партии «Яблоко» и возглавлял её амурское отделение. В 2007 году он перешёл в «Единую Россию». В декабре того же года выступил одним из инициаторов роспуска совета народных депутатов.
В начале 2008 года переизбран в региональный парламент (сменивший название на Законодательное собрание Амурской области) в качестве члена «Единой России». 18 апреля, на втором заседании Зак. собрания, в ходе открытого голосования, был избран заместителем председателя Зак. собрания. Также являлся главой комитета по вопросам законодательства, местного самоуправления и регламенту.
С 26 марта 2009 по 4 декабря 2011 года занимал должность председателя Законодательного собрания.
С начала 2012 года был исполняющим обязанности руководителя исполнительного комитета Амурского регионального отделения партии «Единая Россия». С декабря 2012 по март 2013 года являлся первым заместителем руководителя Амурского отделения «Единой России».
18 марта 2013 года назначен заместителем главы Белогорска по ЖКХ. С 23 июля по 3 августа 2019 года временно исполнял обязанности главы администрации города, поскольку глава администрации Станислав Мелюков находился в краткосрочном отпуске.
18 мая 2022 года задержан по подозрению в превышении полномочий, связанных с муниципальными контрактами. «По данным следствия, в 2020 году подозреваемый давал незаконные указания своей подчиненной, которая возглавляла управление ЖКХ администрации Белогорска. Выполняя эти указания, в нарушение конкурсных процедур она организовала заключение двух муниципальных контрактов с одним и тем же индивидуальным предпринимателем на ремонт дорог по улицам Металлургической и Западной» — сообщили в региональном управлении СК РФ. Следствие отмечает также, что с декабря 2020 года по октябрь 2021 года заместитель мэра Белогорска по ЖКХ при проведении торгов на выполнение работ по благоустройству центральной аллеи парка «Амурсельмаш» создал преимущественные условия для организации, которую возглавляет его сын, генеральный директор группы компаний ЖСК Александр Александрович Башун. В отношении чиновника на основании собранных материалов УФСБ, а также собранных в результате расследования дела в отношении подчиненной Башуна, возбуждены уголовные дела по ч. 4 ст. 33 — ч. 1 ст. 285 УК РФ (подстрекательство к злоупотреблению должностными полномочиями) и ч. 1 ст. 285 УК РФ (злоупотребление должностными полномочиями).